# David Ffolkes
David Neville Ffolkes, né à Hagley (comté de Worcestershire, Angleterre) le 12 octobre 1912 et mort le 19 septembre 1966, est un créateur de costumes britanniques.

## Biographie
David Ffolkes se rend aux États-Unis avant la Seconde Guerre mondiale en tant que scénographe avec la compagnie Shakespeare de Maurice Evans. Lorsque la guerre éclate, il est nommé lieutenant dans l'armée britannique et stationné à Singapour. Il est capturé par les Japonais lors de la chute de Singapour et passe trois ans dans un camp de prisonniers japonais en Birmanie où il doit construire une ligne de chemin de fer. Après sa libération, il retourne aux États-Unis et enseigne la scénographie et la conception de costumes au Boston College, puis commence une carrière de créateur de costumes.

## Filmographie
- 1952 : La Marraine de Charley de David Butler
- 1956 : Alexandre le Grand de Robert Rossen
- 1957 : Une île au soleil de Robert Rossen
- 1959 : Voyage au centre de la Terre de Henry Levin
- 1961 : The Girl on the Boat
- 1963 : Heavens Above!
- 1963 : The Wild Affair
- 1963 : À neuf heures de Rama de Mark Robson
- 1964 : Les Drakkars de Jack Cardiff
- 1965 : Promise Her Anything d'Arthur Hiller
- 1966 : Le Prince Donegal de Michael O'Herlihy

## Comédie musicale
- 1947 : Brigadoon de Alan Jay Lerner et Frederick Loewe